# Steve Yedlin
Steven M. Yedlin (* 29. September 1975 in Los Angeles) ist ein US-amerikanischer Kameramann.

## Leben
Yedlin ist seit Mitte der 1990er Jahre im Filmgeschäft tätig. Er absolvierte ein Studium an der University of Southern California School of Cinema-Television. Zunächst war er als Kameraassistent und Oberbeleuchter an verschiedenen Produktionen, darunter auch Werbefilmen, beteiligt. Als Kameramann arbeitete er an einigen Kurzfilmen mit. Ab 1999 folgten verschiedene Filmproduktionen, bei denen er als Chefkameramann in Erscheinung trat. Brick aus dem Jahr 2005 bedeutete die erste Zusammenarbeit mit Regisseur Rian Johnson, mit dem er auch befreundet ist. Es folgten weitere gemeinsame Projekte, zuletzt im Dezember 2017 Star Wars: Die letzten Jedi, 2019 Knives Out – Mord ist Familiensache sowie 2022 Glass Onion: A Knives Out Mystery.
Seit 2015 ist Yedlin Mitglieder der American Society of Cinematographers.

## Filmografie (Auswahl)
- 2002: May
- 2003: The Toolbox Murders (Toolbox Murders)
- 2004: Dead Birds – Im Haus des Grauens (Dead Birds)
- 2005: Brick
- 2005: Conversation(s) With Other Women
- 2006: Unknown
- 2006: Vergeltung – Sie werden Dich finden (Altered)
- 2008: The Witness from the Balcony of Room 306 (Dokumentarfilm)
- 2008: American Violet
- 2008: Brothers Bloom (The Brothers Bloom)
- 2009: The Other Woman
- 2012: Looper
- 2013: Carrie
- 2015: San Andreas
- 2015: Mr. Collins’ zweiter Frühling (Danny Collins)
- 2017: Star Wars: Die letzten Jedi (Star Wars: The Last Jedi)
- 2019: Knives Out – Mord ist Familiensache (Knives Out)
- 2022: Glass Onion: A Knives Out Mystery
- 2024: Winner